# Louise Diel
Louise Diel (* 9. Februar 1893 in Bremen; † 12. Februar 1967 in Limburg an der Lahn) war eine deutsche Journalistin und Schriftstellerin. Sie wurde vor allem durch ihre Bücher über die Künstlerin Käthe Kollwitz sowie ihre Reiseberichte über die italienischen Kolonien in Afrika bekannt.

## Leben
Über das Leben von Louise Diel ist wenig dokumentiert. Sie wurde am 9. Februar 1893 in Bremen geboren und war in den 1920er- und 1930er-Jahren als Journalistin und Schriftstellerin tätig. In den 1920er-Jahren stand sie in engem Kontakt mit der Künstlerin Käthe Kollwitz, über die sie mehrere einfühlsame Werke verfasste. In den 1930er-Jahren bereiste sie die italienischen Kolonien in Afrika und veröffentlichte hierüber das pro-faschistische Buch Behold Our New Empire – Mussolini (1939). Nach 1945 zog sich Diel weitgehend aus der Öffentlichkeit zurück. Sie starb am 12. Februar 1967 in Limburg an der Lahn.

## Werk

### Bücher über Käthe Kollwitz
Louise Diel war eine Bewunderin der Künstlerin Käthe Kollwitz und veröffentlichte drei Bücher über deren Werk:
- Käthe Kollwitz. Ein Ruf ertönt. Eine Einführung in das Lebenswerk der Künstlerin (Berlin, 1927)
- Käthe Kollwitz. Mutter und Kind. Gestalten und Gesichte der Künstlerin (Berlin, 1928)
- Käthe Kollwitz. Ein Weberaufstand. Bauernkrieg. Krieg. Die drei Blattfolgen der Künstlerin (Berlin, o. J. [ca. 1930])

Diese Werke bieten eine einfühlsame Einführung in Kollwitz’ sozialkritische Kunst, die Themen wie Armut, Krieg und Mutterschaft behandelt. Diel besaß mehrere Werke von Kollwitz, die 1951 bei Gutekunst & Klipstein in Bern versteigert wurden. Das 1931 entstandene Werk Mutter mit Kind auf dem Arm zeigt Diel mit ihrem Sohn Helmut.

### Kolonialschriften
In den 1930er-Jahren bereiste Diel die italienischen Kolonien in Afrika (Äthiopien, Eritrea, Somalia), die nach der Eroberung Äthiopiens (1935–1936) als Italienisch-Ostafrika zusammengefasst wurden. Ihr Buch Sieh unser neues Land mit offenen Augen, beschreibt diese Reise aus einer pro-faschistischen Perspektive. Es enthält Karten, 38 Illustrationen und lobt die italienischen Kolonialprojekte sowie die Politik Benito Mussolinis. Diel war eine der ersten deutschen Journalistinnen, die diese Region bereiste. Es gibt Hinweise darauf, dass sie auch die ehemaligen deutschen Kolonien besuchte, jedoch sind hierüber keine spezifischen Publikationen bekannt.

### Weitere Werke
Diel veröffentlichte 1957 den Roman Das Mädchen mit dem Goldhelm, der sich mit historischen oder romantischen Themen beschäftigt. Weitere journalistische Beiträge erschienen vermutlich in Zeitungen oder Magazinen der 1920er- und 1930er-Jahre, sind jedoch nicht detailliert dokumentiert.

## Politische Haltung
Diels Schriften über Käthe Kollwitz zeugen von einer Wertschätzung für soziale und humanistische Themen, während ihr Buch Sieh unser neues Land mit offenen Augen eine pro-faschistische Haltung offenbart. Dieser Widerspruch könnte auf einen Wandel in ihren Überzeugungen oder eine Anpassung an den Zeitgeist der 1930er-Jahre hindeuten, als der italienische Faschismus und die NS-Kolonialnostalgie in Deutschland populär waren. Es gibt keine Belege für eine Mitgliedschaft in der NSDAP oder eine direkte Beteiligung an nationalsozialistischer Propaganda.

## Rezeption
Louise Diels Werke werden heute selten diskutiert. Ihre Bücher über Käthe Kollwitz sind für die Kunstgeschichte von Bedeutung, während Behold Our New Empire vor allem für Historiker relevant ist, die die faschistische Propaganda und Kolonialideologie der 1930er-Jahre untersuchen. Nach 1945 geriet Diel weitgehend in Vergessenheit.

## Werke
- Louise Diel: Vom deutschen Wein. [s. l.] : [s. n.], 1926.
- Louise Diel: Käthe Kollwitz. Ein Ruf ertönt. Eine Einführung in das Lebenswerk der Künstlerin. Berlin: Furche-Kunstverlag, 1927.
- Louise Diel: Käthe Kollwitz. Mutter und Kind. Gestalten und Gesichte der Künstlerin. Berlin: Furche-Kunstverlag, 1928.
- Louise Diel: Käthe Kollwitz. Ein Weberaufstand. Bauernkrieg. Krieg. Die drei Blattfolgen der Künstlerin. Berlin, o. J. [ca. 1930].
- Louise Diel: Ich werde Mutter. Dresden : Reissner, 1932.
- Louise Diel: Ein Kind wird erwartet. Über das Erleben der Mutterschaft und die Vorsorge für das kommende Kind. Dresden: Verlag "Kleine Kinder", 1933.
- Louise Diel: Mussolinis neues Geschlecht : Die junge Generation in Italien. Dresden: Reissner, 1934.
- Louise Diel: Frau im fascistischen Italien. Berlin: R. Hobbing, 1934.
- Louise Diel: Das fascistische Italien und die Aufgaben der Frau im neuen Staat. Berlin: R. Hobbing, 1934. (2. Auflage von Frau im fascistischen Italien)
- Louise Diel: Ich zeige Dir Italien. Berlin: Dom-Verlag, 1935.
- Louise Diel: Mussolini. Kampf, Sieg und Sendung des Faschismus; Nach Dokumenten und Gesprächen. Leipzig: P. List, 1937.
- Louise Diel: Sieh unser neues Land mit offenen Augen. Italienisch-Ostafrika. Leipzig: P. List, 1938.

- Übersetzung ins Englische: Louise Diel, Kenneth Kirkness (Übersetzer): Behold Our New Empire – Mussolini. London: Hurst & Blackett, 1939.
- Übersetzung ins Italienische: Luisa Diel, Oscar Randi (Übersetzer): A[frica] O[rientale] I[taliana]. Cantiere d'Italia. Roma: Edizioni Roma, 1939.

- Louise Diel: Mussolini, Duce d. Faschismus. Nach Dokumenten u. Gesprächen. Leipzig: P. List, 1939.
- Louise Diel: Die Kolonien warten! Afrika im Umbruch. Leipzig: P. List, 1939.
- Louise Diel: Mädels im Tropenhelm. Essen: Fels-Verlag Dr. Wilhelm Spael - [Leipzig]:[C. F. Fleischer], 1941.
- Louise Diel: Himmelbett Moskau. Frauenerlebnisse im Sowjetparadies. Berlin; Leipzig: Nibelungen-Verlag, 1941.
- Louise Diel: Mussolini mit offenem Visier. Essen: Fels-Verlag, 1943.
- Louise Diel: Das Mädchen mit dem Goldhelm, 1957.